# Peyton Rous
Francis Peyton Rous (Baltimore, EUA 1879 - Nova York 1970) fou un patòleg i professor universitari estatunidenc guardonat amb el Premi Nobel de Medicina o Fisiologia l'any 1966.

## Biografia
Va néixer el 5 d'octubre de 1879 a la ciutat de Baltimore, població situada a l'estat nord-americà de Maryland. Va estudiar medicina a la Universitat Johns Hopkins, on es graduà l'any 1905. Posteriorment fou professor de patologia a la Universitat de Michigan i membre investigador de l'Institut Rockefeller.
Morí el 16 de febrer de 1970 a la ciutat de Nova York.

## Recerca científica
Interessat en el càncer, especialment en el càncer de pròstata, l'any 1910 havia estudiat la possible associació d'un virus de creixement amb l'aparició de tumors, però no va ser fins al 1947 quan va aconseguir veure i fotografiar el virus causant del sarcoma. Continuant amb la seva recerca l'any 1951 aconseguí aïllar el virus de la leucèmia en ratolins.
L'any 1964 li fou concedit el Premi Nobel de Medicina o Fisiologia pel descobriment del paper dels virus en la transmissió de diversos tipus de càncer. El premi fou compartit amb Charles Brenton Huggins pel descobriment del tractament del càncer de pròstata amb hormones.